# Beloved
Beloved és una novel·la de 1987 de la novel·lista americana Toni Morrison. Ambientada en el període posterior a la Guerra Civil Americana, la novel·la explica la història d'una família disfuncional d'antics esclaus, la casa dels quals a Cincinnati està assetjada per un esperit malèvol. La narrativa de Beloved deriva de la vida de Margaret Garner, una esclava de l'estat esclavista de Kentucky que va escapar i va fugir a l'estat lliure d' Ohio el 1856.
Garner va ser objecte de captura segons la Llei d'esclaus fugitius de 1850, i quan els xèrifs nord-americans van irrompre a la cabana on ella i els seus fills havien muntat unes barricades, va intentar matar els seus fills —i ja havia matat la seva filla petita— amb l'esperança d'estalviar-los que fossin retornats a l'esclavitud. La principal inspiració de Morrison per a la novel·la va ser un relat de l'esdeveniment titulat "A Visit to the Slave Mother who Killed Her Child" (Una visita a la mare esclava que va matar la seva filla) en un article de diari de 1856 publicat inicialment a l'American Baptist i reproduït a The Black Book, una antologia de textos d'història i cultura negra que Morrison havia editat el 1974.
La novel·la va guanyar el Premi Pulitzer de Ficció un any després de la seva publicació i va ser finalista del National Book Award de 1987. Una enquesta d'escriptors i crítics literaris elaborada per The New York Times la va classificar com la millor obra de ficció americana del 1981 al 2006. Va ser adaptada com a pel·lícula del 1998 amb el mateix nom, protagonitzada per Oprah Winfrey.

## Rerefons
La dedicatòria del llibre diu "Sixty Million and more" (Seixanta milions i més), referint-se als africans i els seus descendents que van morir com a resultat del tràfic d'esclaus atlàntic. L'epígraf del llibre és de Romans 9:25 (Bíblia del rei Jaume): "Anomenaré poble meu el que no era poble meu, i estimat ["beloved" en anglès] el que no era estimat".

## Resum de la trama
Beloved comença el 1873 a Cincinnati, Ohio, amb Sethe, antiga esclava, i la seva filla de 18 anys, Denver, que viu al número 124 de Bluestone Road. El lloc ha estat assetjat durant anys pel que creuen que és el fantasma de la filla gran de Sethe. Denver és callada, no té amics i està confinada a casa. Els fills de Sethe, Howard i Buglar, van fugir de casa als 13 anys, cosa que ella creu que va ser a causa del fantasma. Baby Suggs, la mare del marit de Sethe, Halle, va morir poc després que els nois fugissin, vuit anys abans de l'inici de la novel·la.
Un dia, en Paul D, un dels esclaus de Sweet Home, la plantació on la Sethe, en Halle, la Baby Suggs i diversos altres van ser esclavitzats, arriba a casa de la Sethe. Força a sortir l'esperit, rebent el menyspreu de na Denver per haver foragitat la seva única companyia, però les convenç de marxar de casa junts per primera vegada en anys per anar a una fira. En tornar a casa, troben una jove asseguda davant de la casa que es fa dir Beloved. En Paul D sospita i avisa na Sethe, però ella queda encantada amb la jove i l'ignora. Na Denver està desitjosa de cuidar de la malalta Beloved, de qui comença a creure que és la seva germana gran que ha tornat.
En Paul D comença a sentir-se cada cop més incòmode a casa i se sent expulsat. Una nit, en Paul D és acorralat per Beloved, que li diu que la toqui a la "part interior". Mentre tenen relacions sexuals, la seva ment s'omple de records horribles del seu passat, inclosa la violència sexual que va patir ell i els altres homes mentre eren en una banda de detenció. En Paul D intenta explicar-ho a la Sethe, però no pot fer-ho. En canvi, li diu que la vol embarassar. La Sethe té por de viure per tenir un nadó. Quan en Paul D explica als seus amics de la feina els seus plans per formar una nova família, reaccionen amb por. Un d'ells, Stamp Paid, revela el motiu del rebuig de la comunitat a la Sethe mostrant-li a en Paul D un retall de diari d'un article sobre una dona fugitiva que va matar la seva filla.
Paul D s'enfronta a Sethe, que li explica que després d'escapar i reunir-se amb els seus fills al 124, quatre genets van venir per retornar-la a ella i els seus fills a una vida d'esclavitud. La Sethe, aterrida de tornar a Sweet Home i al seu cruel gerent, Schoolteaster (mestre), va córrer cap a la llenya amb els seus fills per matar-los, però només va aconseguir matar la més gran de les seves dues filles. La Sethe diu que estava "intentant posar els meus fills on estarien segurs". Paul D marxa, dient-li que el seu amor és "massa espès" i renyant-la que "tens dos peus, no quatre". La Sethe respon que "l'amor prim no és amor", convençuda que va fer el correcte.
La Sethe comença a creure que la Beloved és la filla que va matar, ja que "BELOVED" era tot el que es podia permetre gravar a la seva làpida. Culpable, comença a gastar tot el seu temps i diners en Beloved per complaure-la i intentar explicar les seves accions, i perd la feina. La Beloved s'enfada i es torna exigent, fent rebequeries quan no aconsegueix el que vol. La presència de Beloved consumeix la vida de la Sethe. Gairebé no menja, mentre Beloved es fa cada cop més grassa, i finalment pren la forma d'una dona embarassada. Na Denver revela la seva por a la Sethe, sabent que va matar Beloved, però sense entendre per què, i que els seus germans compartien aquesta por i van fugir a causa d'això. Les veus de la Sethe i na Beloved es fusionen fins que són indistingibles, i Denver observa que la Sethe esdevé més com una nena, mentre que Beloved sembla més com la mare.
Denver demana ajuda a la comunitat negra, de la qual havien estat aïllats per enveja del privilegi de Baby Suggs i horror per la mort de na Sethe a la seva filla de dos anys. Dones locals arriben a la casa per exorcitzar na Beloved. Al mateix temps, el seu propietari blanc, el Sr. Bodwin, arriba per oferir una feina a na Denver, que li havia demanat feina. Sense saber-ho, la Sethe l'ataca amb un punxó de gel, pensant que era Schoolteacher que tornava a buscar la seva filla. Les dones del poble i Denver la retenen i Beloved desapareix.
Na Denver es converteix en un membre treballador de la comunitat, i en Paul D torna amb una Sethe postrada al llit, qui, devastada per la desaparició de Beloved, li diu amb remordiment que Beloved era la seva "millor cosa". Ell respon que Sethe és la seva pròpia "millor cosa", deixant-la preguntant-se: "Jo? Jo?". A mesura que passa el temps, aquells que coneixien Beloved l'obliden gradualment fins que tots els rastres d'ella desapareixen.

## Temes principals

### Relacions mare-filla
Els vincles maternals entre la Sethe i els seus fills inhibeixen la seva pròpia individualitat i impedeixen el desenvolupament del seu jo. Sethe desenvolupa una perillosa passió materna que acaba matant una de les seves filles, el seu "millor jo". La seva filla supervivent s'allunya de la comunitat negra. Ambdós resultats són el resultat de l'intent de Sethe de salvar la seva "fantasia del futur", els seus fills, d'una vida d'esclavitud.
A Ohio, Sethe no aconsegueix reconèixer la necessitat de la seva filla Denver d'interactuar amb la comunitat negra per convertir-se en dona. Al final de la novel·la, na Denver aconsegueix establir-se i iniciar la seva individualitat amb l'ajuda de Beloved. Sethe només s'individualitza després de l'exorcisme de Beloved. Aleshores, és lliure d'acceptar plenament la primera relació que és completament "per a ella", la seva relació amb Paul D. Aquesta relació l'allibera de l'autodestrucció que estava causant pels seus vincles materns amb els seus fills.
Tant Beloved com Sethe tenen discapacitats emocionals, cosa que prové del fet que Sethe ha estat esclavitzada. Sota l'esclavitud, les mares perdien els seus fills, amb conseqüències devastadores per a totes dues. La petita Suggs va afrontar això negant-se a apropar-se als seus fills i recordant el que podia d'ells, però Sethe va intentar aferrar-se a ells i lluitar per ells, fins al punt de matar-los perquè poguessin ser lliures. La Sethe va quedar traumatitzada perquè l'haguessin robat la llet, incapaç de formar el vincle simbòlic entre ella i la seva filla alimentant-la.

### Efectes psicològics de l'esclavitud
A causa del patiment sota l'esclavitud, la majoria d'antics esclaus van intentar reprimir aquests records en un intent d'oblidar el passat. Aquesta repressió i dissociació del passat provoca una fragmentació del jo i una pèrdua de la veritable identitat. Sethe, Paul D. i Denver van patir una pèrdua del jo, que només es va poder solucionar quan van ser capaços de reconciliar els seus passats i els records d'identitats anteriors. Beloved serveix per recordar a aquests personatges els seus records reprimits, cosa que finalment els porta a la reintegració del seu jo.
L'esclavitud divideix una persona en una figura fragmentada. La identitat, que consisteix en records dolorosos i un passat indescriptible, negada i mantinguda a ratlla, esdevé un "jo que no és un jo". Per curar i humanitzar, cal constituir-lo en un llenguatge, reorganitzar els esdeveniments dolorosos i tornar a explicar els records dolorosos. Com a resultat del sofriment, el "jo" esdevé subjecte a una pràctica violenta de fer i desfer, que un cop reconeguda per un públic esdevé real. Sethe, Paul D i Baby Suggs, que no arriben a aquesta comprensió, no són capaços de refer-se a ells mateixos intentant mantenir a ratlla el seu passat. El "jo" es troba en una paraula, definida pels altres. El poder rau en el públic, o més precisament, en la paraula: un cop la paraula canvia, també ho fa la identitat. Tots els personatges de Beloved s'enfronten al repte d'un jo desfet, compost pels seus "records" i definit per percepcions i llenguatge. La barrera que els impedeix refer-se a ells mateixos és el desig d'un "passat sense complicacions" i la por que recordar-los els porti a "un lloc del qual no en puguin tornar".

### Definició de masculinitat
La discussió sobre la masculinitat i la virilitat està prefigurada pel significat dominant de la història de Sethe. Beloved descriu l'esclavitud en dues emocions principals: l'amor i l'autopreservació; tanmateix, Morrison fa més que descriure emocions.
L'autora descriu amb precisió els horrors de l'esclavitud i els seus efectes per comunicar la moral de la virilitat. També distorsiona l'home d'ell mateix. Morrison va revelar diferents camins cap al significat de la virilitat mitjançant els seus recursos estilístics. Va establir nova informació per comprendre el llegat de l'esclavitud, millor representat a través de recursos estilístics. Per entendre la percepció de la virilitat de Paul D, Morrison insereix deliberadament les seves paraules i pensaments a mig formar, per proporcionar al públic una idea del que passa dins de la seva ment. Tanmateix, al llarg de la novel·la, la representació de la virilitat de Paul D és constantment desafiada per les normes i els valors de la cultura blanca. L'autora demostra les distincions entre els valors occidentals i africans, i com el diàleg entre els dos valors s'escolta a través de la juxtaposició i les al·lusions. L'acadèmica Zakiyyah Iman Jackson ha argumentat que la virilitat reduïda de Paul D emergeix en relació amb un discurs d'animalitat. Morrison va maniobrar el seu missatge a través de l'atmosfera social de les seves paraules, que es va veure encara més destacada pels motius i les accions del personatge.
En Paul D és víctima del racisme, ja que els seus somnis i objectius són tan alts que mai no els podrà aconseguir a causa del racisme. Pensava que s'havia guanyat el dret a assolir cadascun dels seus objectius gràcies als seus sacrificis i al que havia passat, que la societat li ho retornaria i li permetria fer el que desitjava el seu cor.
Després de la Reconstrucció (1890–1910)
Durant l'època de la Reconstrucció, es van establir les lleis Jim Crow per limitar el moviment i la participació dels afroamericans a la societat dominada pels blancs. Els homes negres durant aquest temps van haver d'establir la seva pròpia identitat, cosa que pot semblar impossible a causa de totes les limitacions que se'ls van imposar. Molts homes negres, com Paul D., van tenir dificultats per trobar el seu significat a la seva societat i assolir els seus objectius a causa de les "discapacitats" que els limitaven a una determinada part de la jerarquia social.
A Beloved, Stamp Paid observa Paul D assegut a la base de les escales de l'església "...liquor bottle in hand, stripped of the very maleness that enables him to caress and love the wounded Sethe" (pàgina 132) (ampolla de licor a la mà, despullat de la mateixa masculinitat que li permet acariciar i estimar la ferida Sethe). Al llarg de la novel·la, en Paul D està assegut sobre una base d'algun tipus o una fonamentació com ara un tronc d'arbre o les escales, per exemple. Això exemplifica el seu lloc a la societat. Els homes negres són el fonament de la societat perquè sense el seu treball dur, els homes blancs no en podrien treure profit. Van ser coaccionats a entrar a la societat on eren considerats d'"estatus inferior" a causa del color de la seva pell.

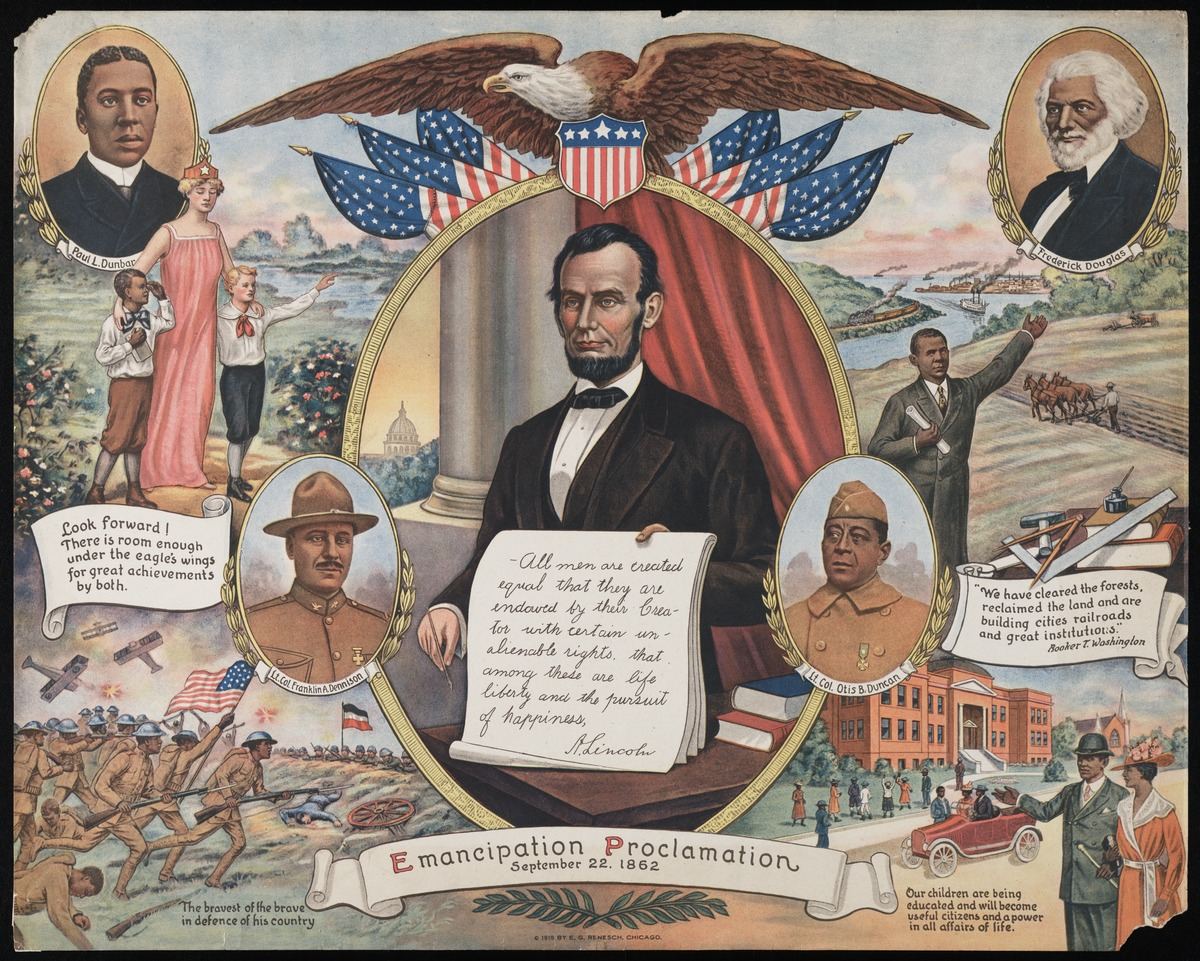
Aquesta làmina visualitza la Proclamació d'Emancipació.

### Relacions familiars
Les relacions familiars són un element instrumental de Beloved, que ajuden a visualitzar l'estrès i el desmantellament de les famílies afroamericanes en aquesta època. El sistema esclavista no permetia que els afroamericans tinguessin drets sobre ells mateixos, la seva família, les seves pertinences o els seus fills. Per tant, matar Beloved per part de Sethe es va considerar un acte pacífic perquè Sethe creia que matant la seva filla l'estava salvant. En fer això, la seva família es divideix i es fragmenta, de manera molt semblant a l'època en què vivien. Després de la signatura de la Proclamació d'Emancipació, les famílies anteriorment esclavitzades van quedar trencades i ferides a causa de les dificultats que van afrontar mentre ho estaven.
Com que les persones esclavitzades no podien participar en esdeveniments socials, posaven la seva fe i confiança en el sobrenatural. Realitzaven rituals i pregaven al seu déu o a diversos déus.
A la novel·la, la Beloved, que va ser assassinada a mans de la seva mare Sethe, persegueix la Sethe. Per exemple, la Sethe, la Denver i en Paul D van a la fira del barri, que resulta ser la primera sortida social de la Sethe des que va matar la seva filla. Quan tornen a casa, la Beloved apareix a la casa. Al llarg de la novel·la, la Sethe creu que la persona que afirma ser Beloved és la seva filla, que va matar 18 anys abans, un escenari que mostra com les relacions familiars [fracturades] s'utilitzen per mostrar la lluita mental a la qual s'enfronta la protagonista.

## Adaptacions
El 1998, la novel·la es va convertir en una pel·lícula dirigida per Jonathan Demme, produïda i protagonitzada per Oprah Winfrey.
El gener de 2016, Beloved va ser emès en 10 episodis per BBC Radio 4 com a part del seu programa 15 Minute Drama. La sèrie de ràdio va ser adaptada per Patricia Cumper.

## Premis
- Premi Pulitzer de ficció, 1988[17]
- Premi Anisfield-Wolf al Llibre, 1988[18]
- Premi de llibre en memòria de Robert F. Kennedy
- Premi Melcher per al Llibre
- Premi de la Fundació Lyndhurst
- Premi Elmer Holmes Bobst